# Phare Dhisvato
Le phare Dhisvato, également appelé Phare Nisis Dhisvato est situé sur l'île Dhisvato, au nord-ouest de l'île Tinos dans les Cyclades en Grèce. Il est achevé en 1903.

## Caractéristiques
Le phare est une tour carrée de pierres, accolée à la maison du gardien, dont la lanterne et le dôme de celle-ci sont de couleur blanche. Il s'élève à 33 mètres au-dessus de la mer Égée.

## Codes internationaux
- ARLHS[2] : GRE-062
- NGA : 15736
- Admiralty[3] : E 4318

## Source
(en) [PDF] List of lights radio aids and fog signals - 2011 - The west coasts of Europe and Africa, the mediterranean sea, black sea an Azovskoye more (sea of Azov) (la liste des phares de l'Europe, selon la National Geospatial - Intelligence Agency)- Version 2011 - National Geospatial - Intelligence Agency - p. 273